# Sedem let skomin
Sedem let skomin (angleško The Seven Year Itch) je ameriški romantično komični film iz leta 1955, ki ga je režiral in koproduciral Billy Wilder ter zanj tudi napisal scenarij skupaj z Georgem Axelrodom, na katerega gledališki igri The Seven Year Itch iz leta 1952 tudi temelji. V glavnih vlogah nastopata Marilyn Monroe in Tom Ewell, ki sta igrala že v Broadwayjski produkciji igre. 
Premierno je bil predvajan 1. junija 1955, dva dni kasneje pa v večjem številu ameriških kinematografov. Izkazal se je za uspešnico z več kot 12 milijonov USD prihodkov ob 1,8-milijonskem proračunu, tudi kritike so bile pozitivne. Ewell je osvojil zlati globus za najboljšega igralca v glasbenem ali komičnem filmu. Vsebuje enega najbolj znanih prizorov v kinematografiji 20. stoletja, v katerem Marilyn Monroe veter ob prihodu vlaka dvigne krilo, ko stoji nad rešetko podzemne železnice. Naslov filma, ki se nanaša na zmanjšanje zanimanja za partnerja v monogamni vezi po sedmih letih, so prevzeli tudi psihologi. Ameriški filmski inštitut ga je leta 2000 uvrstil na 51. mesto stotih najboljših ameriških komičnih filmov.

## Vloge
- Marilyn Monroe kot dekle
- Tom Ewell kot Richard Sherman
- Evelyn Keyes kot Helen Sherman
- Sonny Tufts kot Tom MacKenzie
- Robert Strauss kot Kruhulik
- Oscar Homolka kot dr. Brubaker
- Marguerite Chapman kot Miss Morris
- Victor Moore kot vodovodar
- Donald MacBride kot g. Brady
- Roxanne kot Elaine
- Carolyn Jones kot medicinska sestra Finch
- Tom Nolan kot Ricky Sherman
- Doro Merande kot natakarica
- Kathleen Freeman kot stranka v restavraciji